# Катрін Спаак
Катрін Спаак (фр. Catherine Spaak; 3 квітня 1945, Булонь-Біянкур — 17 квітня 2022, Рим) — бельгійсько-італійська акторка та співачка.

## Життєпис
Народилася 3 квітня 1945 року у французькому місті Булонь-Біянкур в бельгійській родині. Її батьки — сценарист Шарль Спаак (1903—1975) та акторка Клодія Клевс (1905—1996). Її дід — письменник Поль Спаак (1871—1936), її дядько — політик Поль-Анрі Спаак (1899—1972), Прем'єр-міністр Бельгії (1938—1939, 1946—1949) та генеральний секретар НАТО (1957—1961). Її сестра Аньєс Спаак (нар. 1944) — акторка та фотограф.
В кіно дебютувала у 14-річному віці з невеликою роллю у драмі «Діра» Жака Беккера. 1960 року зіграла свою першу головну роль у фільмі «Солодкі обмани» Альберто Латтуади. Тоді ж уклала контракт зі звукозаписуючим лейблом Discini Ricordi і випустила свою першу платівку на 45 обертів. 1964 року отримала премію Давид ді Донателло-Золота тарілка за головну роль у фільмі «Нудьга» Даміано Даміані за однойменним романом Альберто Моравіа.
1967 року спробувала себе у Голлівуді, виконавши одну з головних ролей у фільмі «Готель» Річарда Квайна за романом Артура Гейлі.
У 1978—1979 роках виконувала роль Роксани в музичній комедії «Сірано» Рікардо Паццальї і Доменіко Модуньйо (за мотивами п'єси «Сірано де Бержерак» Е. Ростана) у постановці Даніеле Д'Анза.
В середині 1980-х років почала працювати на телебаченні, виступивши автором та ведучою низки популярних телешоу на каналах Rai 3, LA7 та інших.
2007 року брала участь в телешоу «Танці з зірками». 2015 року з'явилася у реаліті-шоу «Острів знаменитостей» на Canale 5.
У березні 2020 року перенесла крововилив у мозок.
Катрін Спаак померла 17 квітня 2022 року у Римі в 77-річному віці.

## Особисте життя
Спаак чотири рази була у шлюбі, кожен з яких завершився розлученням:
- 1963—1971 — Фабриціо Капуччі, італійський актор. 1963 року у пари народилася дочка Сабріна, яка також стала акторкою.
- 1972—1978 — Джонні Дореллі, італійський актор, співак та телеведучий. У цьому шлюбі народився син Габріеле.
- 1993—2010 — Даніель Рей, французький архітектор.
- 2013—2019 — Владіміро Тузеллі (який був молодший за Спаак на 18 років).

## Вибрана фільмографія
| Рік  |   | Українська назва                                   | Оригінальна назва                                     | Роль                        |
| ---- | - | -------------------------------------------------- | ----------------------------------------------------- | --------------------------- |
| 1960 | ф | Діра                                               | Le Trou                                               | Ніколь                      |
| 1960 | ф | Солодкі обмани                                     | Dolci inganni                                         | Франческа                   |
| 1961 | ф | Колодязь трьох істин                               | Il pozzo delle tre verita / Le puitsaux trois vérités | Даніель Плеже               |
| 1962 | ф | Вісімнадцятирічні під сонцем                       | Diciottenni al sole                                   | Ніколь Моліно               |
| 1962 | ф | Жага                                               | La voglia matta                                       | Франческа                   |
| 1962 | ф | Обгін                                              | Il Soprasso                                           | Лілі Кортона                |
| 1963 | ф | Дівчина з Парми                                    | La parmigiana                                         | Дора                        |
| 1963 | ф | Нудьга                                             | La noia                                               | Сесілія                     |
| 1964 | ф | Вихідні на березі океану                           | Week-end a Zuydcoote                                  | Жанна                       |
| 1965 | ф | Сьогодні, завтра, післязавтра                      | Oggi domani dopodomani                                | Джованна                    |
| 1965 | ф | Зроблено в Італії                                  | Made in Italy                                         | Кароліна                    |
| 1966 | ф | Мадемуазель де Мопен                               | Mademigella di Maupin                                 | Мадлен де Мопен             |
| 1966 | ф | Армія Бранкалеоне                                  | L'armata Brancaleone                                  | Матильда                    |
| 1967 | ф | Готель                                             | Intrighi al Grand Hotel                               | Жанна Рошфор                |
| 1968 | ф | Я вважаю, що мій чоловік збирається мене вбити     | Il marito è mio e l'ammazzo quando mi pare            | Аллегра                     |
| 1968 | ф | Вночі вона змушена... красти                       | La notte è fara per...rubate                          | Валентина                   |
| 1969 | ф | Якщо сьогодні вівторок, це усе ще має бути Бельгія | If It's Tuesday, This Must Be Belgium                 | дівчина, яка позує для фото |
| 1971 | ф | Кішка з дев'ятьма хвостами                         | Il gatto a nove code                                  | Анна Терці                  |
| 1973 | ф | Історія усамітненої монахині                       | Storia di una monaca di clausura                      | сестра Елізабетта           |
| 1978 | ф | Живи веселіше, розважайся з нами                   | Per vivere meglio, divertitevi con noi                | Клодія                      |
| 1980 | ф | Артуро Де Фанті, банкір-невдаха                    | Rag. Arturo De Fanti, bancario precario               | Елена                       |
| 1980 | ф | Недільні коханці                                   | Il seduttori della domenica                           | Карлетта                    |
| 1980 | ф | Я і Катерина                                       | Io e Caterina                                         | Клаудія Парізі              |
| 1990 | ф | Таємний скандал                                    | Scandalo segreto                                      | Лаура                       |
| 2010 | ф | Аліса                                              | Alice                                                 | Б'янка                      |
| 2019 | ф | Свято                                              | La vacanza                                            | Карла                       |

## Дискографія
Студійні альбоми
- Catherine Spaak (1963)
- Noi siamo i giovani… (1965)
- Promesse… Promesse … (1970, спільно з Джонні Дореллі)
- Toi et Moi (1974, спільно з Джонні Дореллі)
- Catherine Spaak (1976)
- Cyrano (1978, спільно з Доменіко Модуньйо)
- U Spaak (2011)

Сингли
- Perdono / Tu ed io (1962)
- Quelli della mia età / Ho scherzato con il cuore (1963)
- Prima di te dopo di te / Noi due (1963)
- Tu ridi di me / Mes amis, mes copains (1963)
- Questi vent'anni miei / Penso a te (1964)
- Non è niente / Giorni azzurri (1964)
- L'esercito del surf / Mi fai paura (1964)
- Se mi vuoi mi vuoi / La nostra primavera (1965)
- Ieri / Vent'anni o poco più (1966)
- La notte è fatta per rubare / Sogni e niente più (1967)
- Vilja / Tace il labbro (1968)
- Igor e Natacha/Un giorno (1968)
- Oh! / Qualcosa sta cambiando (1969)
- Con quale amore, con quanto amore / I regali del passato (1970)
- Non mi innamoro più / Promesse promesse (1970, спільно з Джонні Дореллі)
- Il Padrino / Song Sung Blue"' (1972, спільно з Джонні Дореллі)
- Una serata insieme a te / Non so più come amarlo (1973, спільно з Джонні Дореллі)
- Così un uomo e una donna / Proviamo a innamorarci (1973, спільно з Джонні Дореллі)
- Un'estate / Ciao (1975)
- Confessione / Mea culpa (1975, спільно з Джонні Дореллі)
- Post scriptum / Meditazione 2 (1975)
- Dieci anni in più / Mi sono innamorata di mio marito (1976)
- Vivere con te / Lei (1977)
- Pasticcio / Canterai se canterò (1979)

## Нагороди
Давид ді Донателло (1964)
- Премія Золота тарілка (Targa d'oro) за головну роль у фільмі «Нудьга».

## Галерея

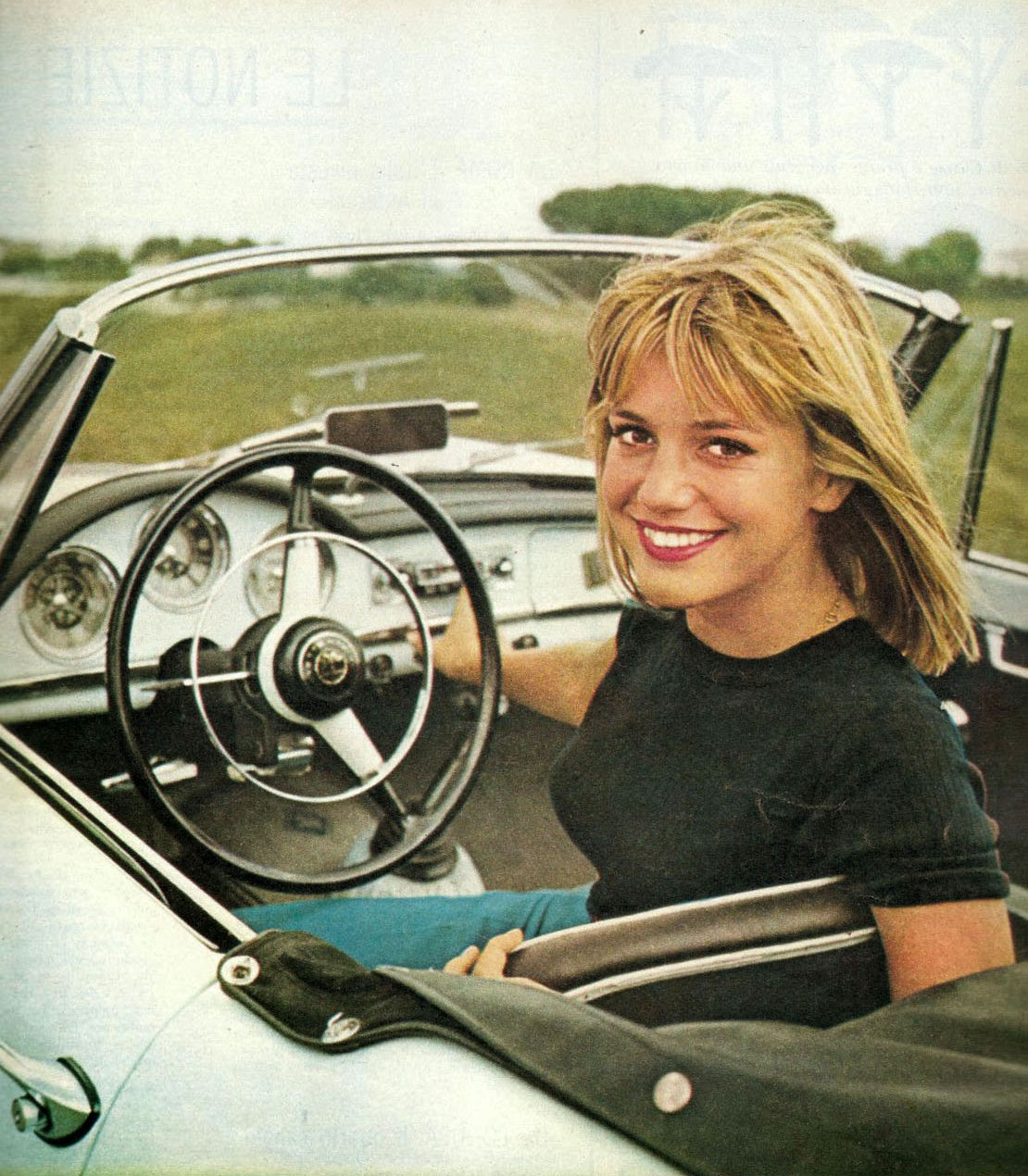
Катрін Спаак у 1962 році
Катрін Спаак у 1963 році
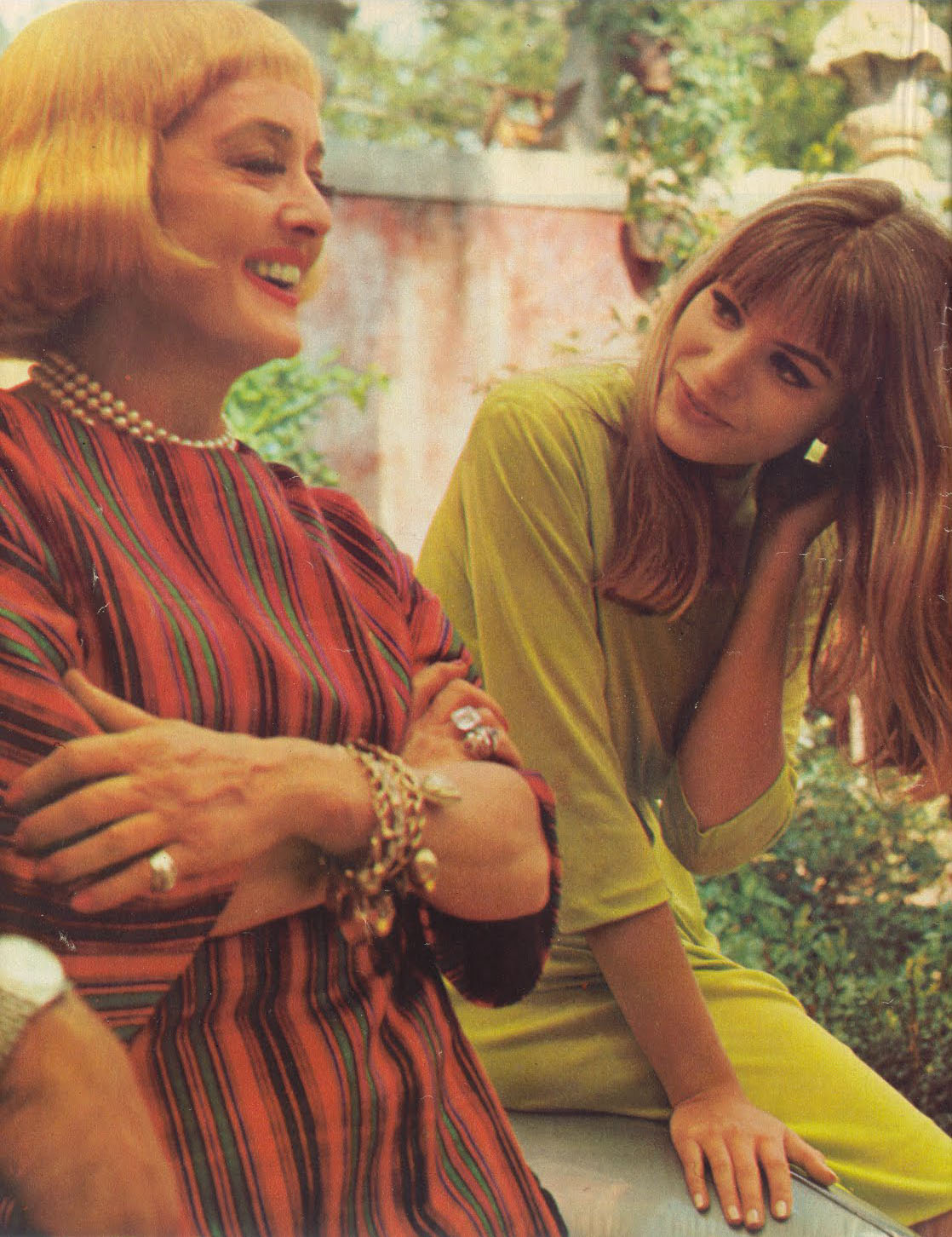
Бетті Девіс і Катрін Спаак на зйомках фільму «Нудьга» (1963)
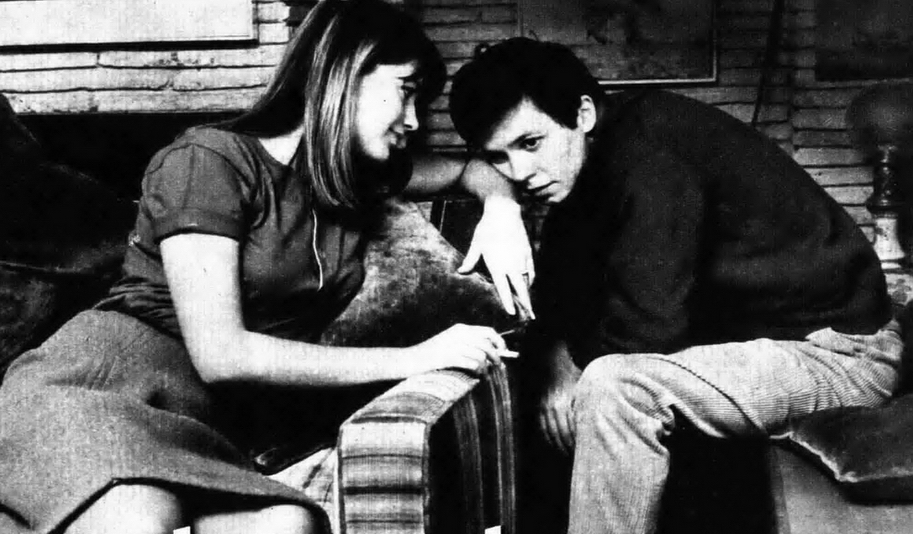
Катрін Спаак і Фабриціо Капуччі у 1963 році
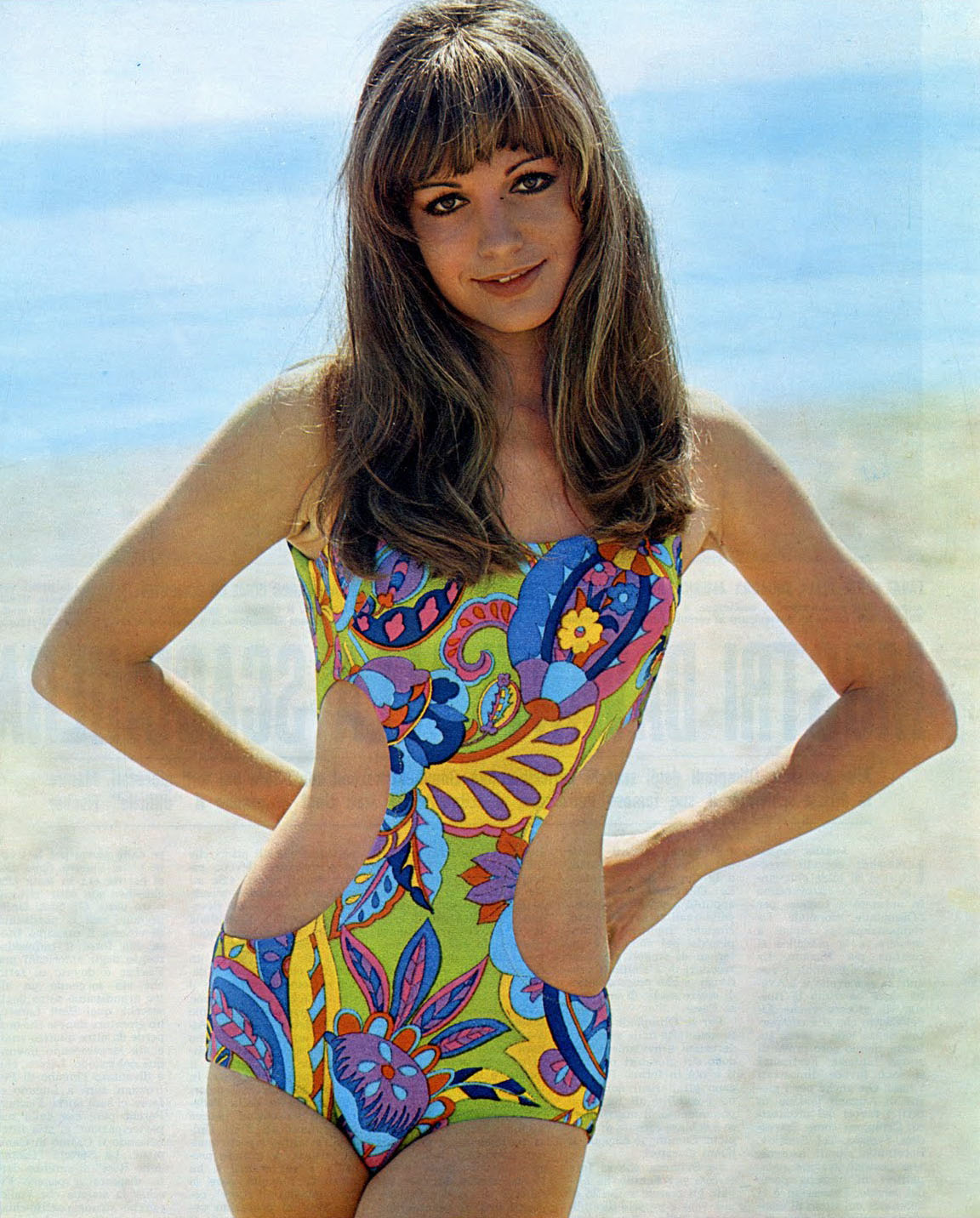
Катрін Спаак у 1968 році
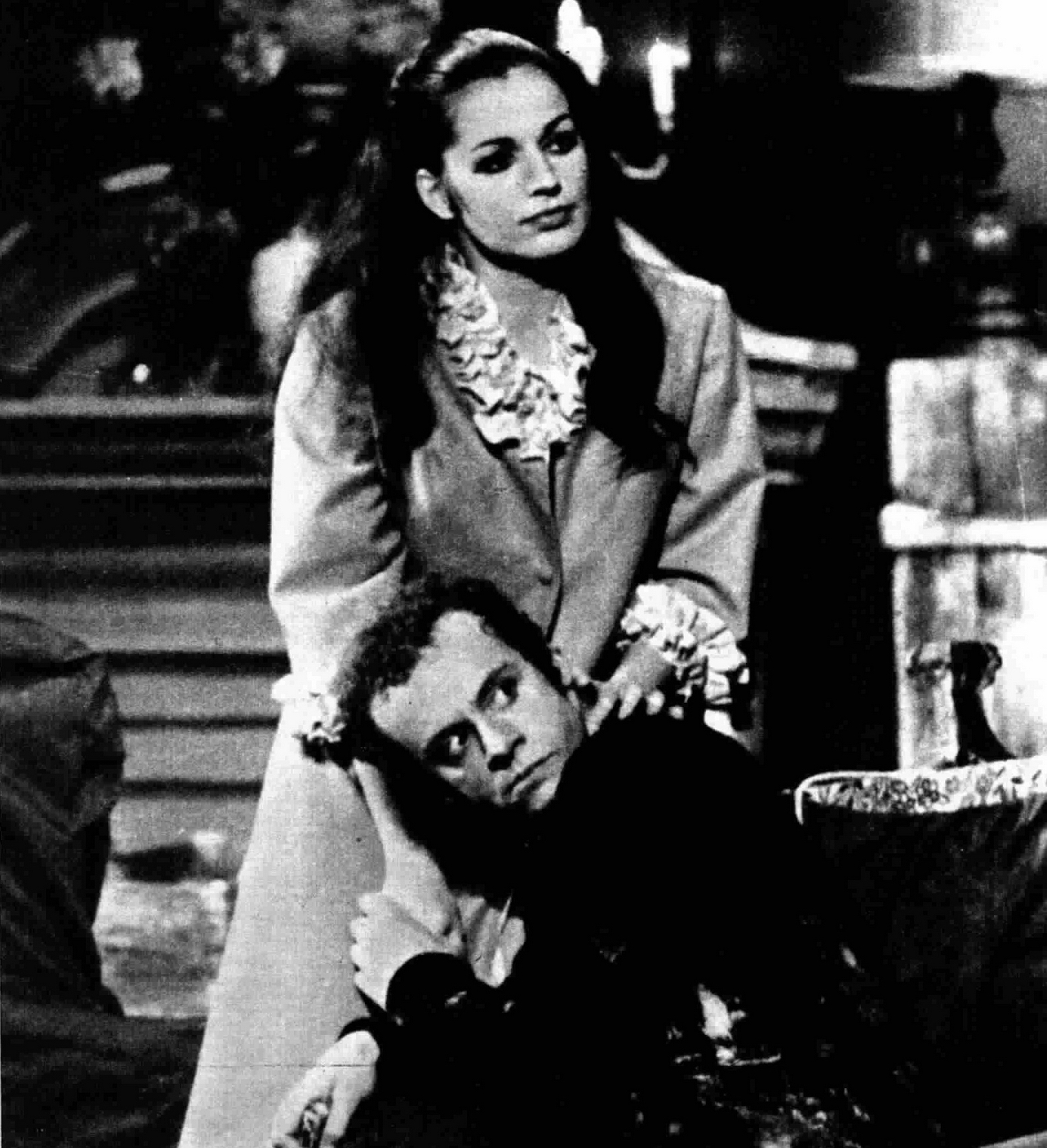
Катрін Спаак і Джонні Дореллі на сцені у 1971 році
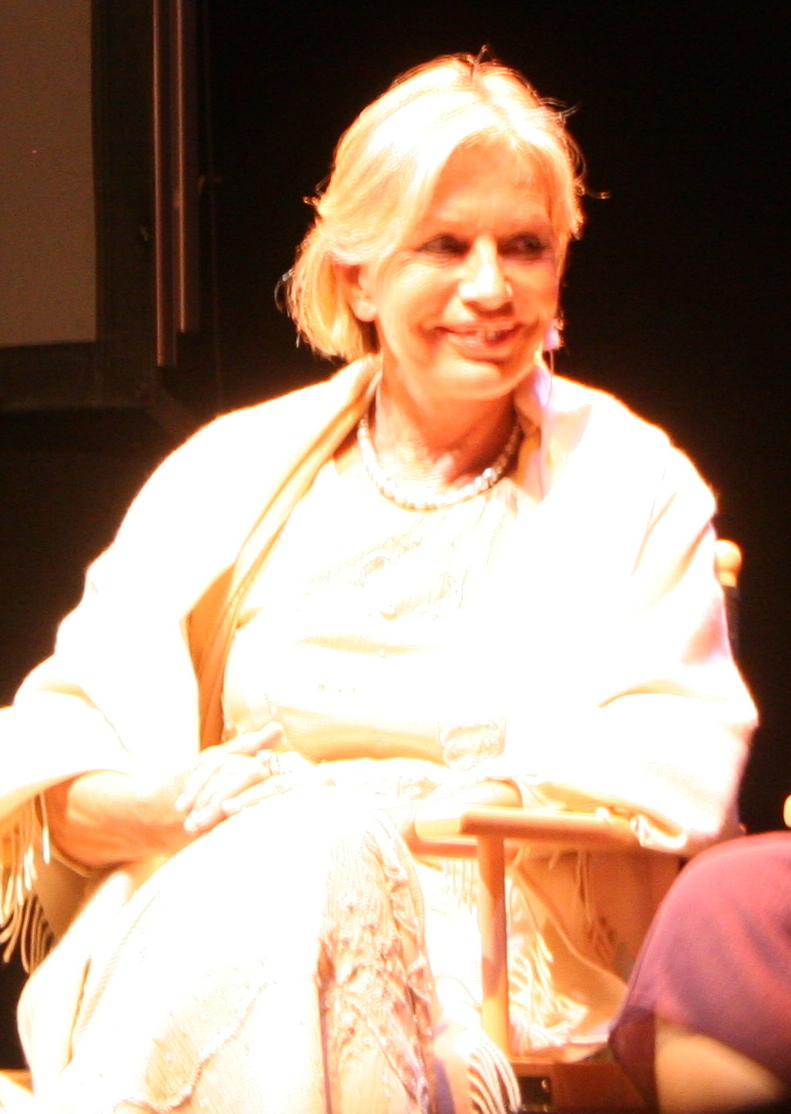
Катрін Спаак у 2008 році